# Leon Africanul
Joannes Leo Africanus (n. 1494, Granada, Coroana Castiliei – d. secolul al XVI-lea, Tunis, Tunisia; născut al-Hasan ibn Muhammad al-Wazzan al-Fasi, în arabă: حسن  ابن محمد الوزان الفاسي) a fost un diplomat și autor Berber originar din  Al-Andalus, cunoscut pentru cartea sa, Descrittione dell’Africa („Descrierea Africii”), despre geografia Magrebului și Văii Nilului. Această carte a fost considerată de către cercetătorii europeni drept cea mai sigură descriere a continentului african dinainte de perioada colonizării europene.

## Biografie

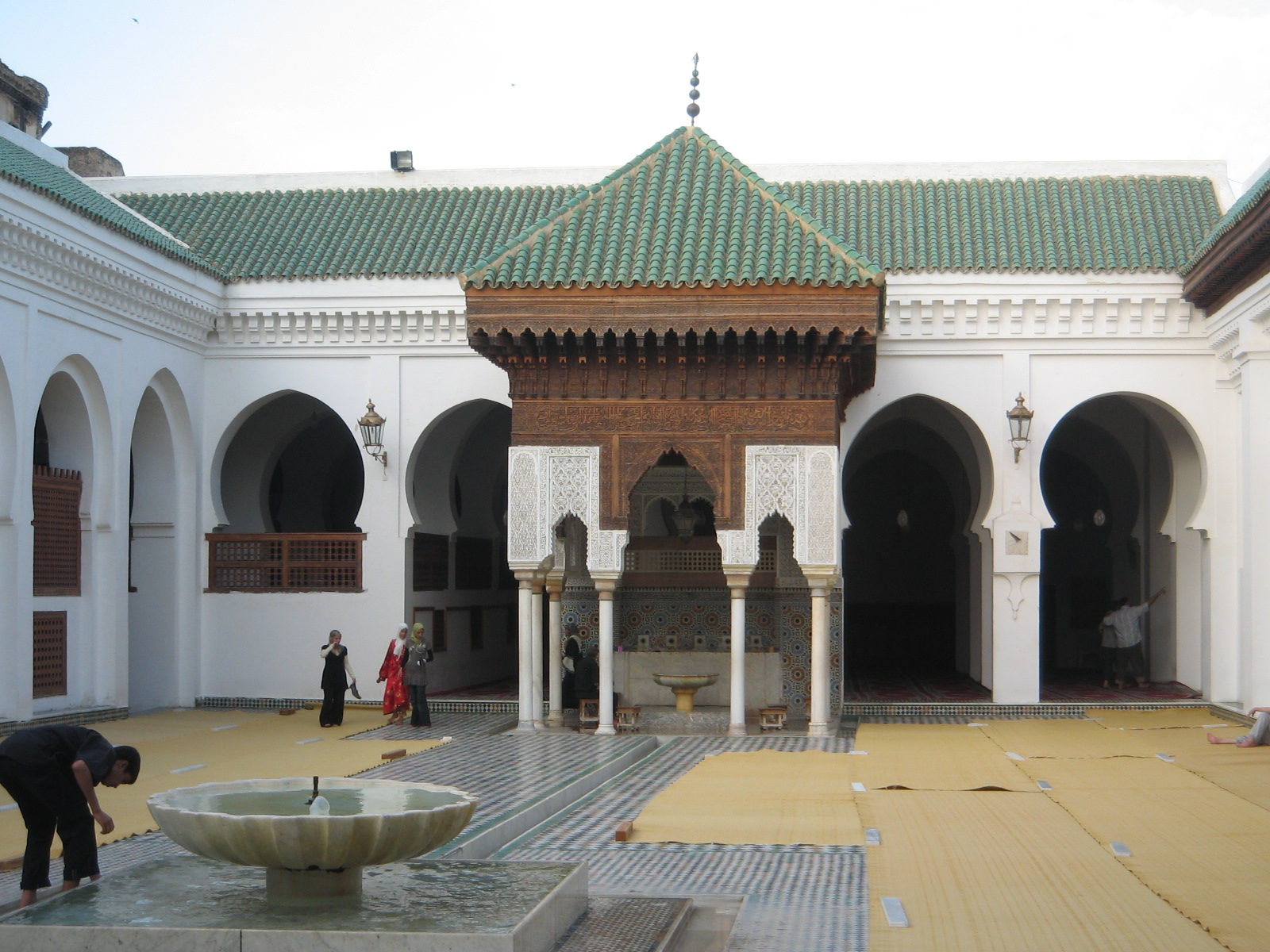
Curtea Universității al-Qarawiyyin, Fez, Maroc, unde a studiat al-Hasan (viitorul Leon Africanul).

Cea mai mare parte a informațiilor despre viața lui Leon Africanul provine din note autobiografice din scrierile sale. S-a născut în preajma anului 1494 la Granada și a primit numele al-Hasan, fiu al lui Muhammad. Data nașterii sale a fost estimată pornind de la vârsta declarată de acesta la momentul diverselor evenimente istorice. Familia lui s-a mutat la Fez la puțin timp după nașterea sa. La Fez a studiat la Universitatea din al-Qarawiyyin (sau al-Karaouine, în altă ortografiere). Tânăr fiind, l-a însoțit pe unchiul său într-o misiune diplomatică, ajungând până la Timbuctu (c. 1510), care pe atunci era parte a Imperiului Songhai. În 1517, pe când se întorcea dintr-o misiune diplomatică la Constantinopole ca reprezentant al sultanului din Fez, Muhammad II, s-a aflat în portul Rosetta în timpul cuceririi Egiptului de către otomani. Și-a continuat călătoria prin Cairo și Asuan, străbătând Marea Roșie pentru a ajunge în Peninsula Arabă, unde ar fi îndeplinit pelerinajul la Mecca.
Pe drumul de întoarcere spre Tunis, în 1518, a fost capturat de corsari spanioli, fie lângă insula Djerba, fie, mai probabil, lângă Creta. A fost dus la Roma și, apoi, a fost închis în sediul Cavalerilor Ioaniți din Rodos. În această perioadă, captivii musulmani cărora nu li se plătea o răscumpărare munceau ca sclavi în galerele creștinilor, dar când răpitorii săi și-au dat seama de inteligența și importanța sa, a fost mutat la Castelul Sant'Angelo din Roma și apoi a fost prezentat Papei Leon X. A fost eliberat după puțină vreme și i s-a oferit o pensie pentru a-l convinge să rămână la Roma. În 1520, a fost botezat în Bazilica Sfântul Petru, luând numele Johannes Leo de Medicis (Giovanni Leone în italiană). În limba arabă, el a preferat să traducă acest nume ca Yuhanna al-Asad al-Gharnati („Ioan Leul din Granada”). Este probabil că Leon Africanul a fost primit la curtea papală fiindcă Papa se temea de o posibilă invazie a Siciliei și Italiei de Sud de către turci, astfel că avea nevoie de un colaborator care să furnizeze informații de preț asupra Nordului Africii.

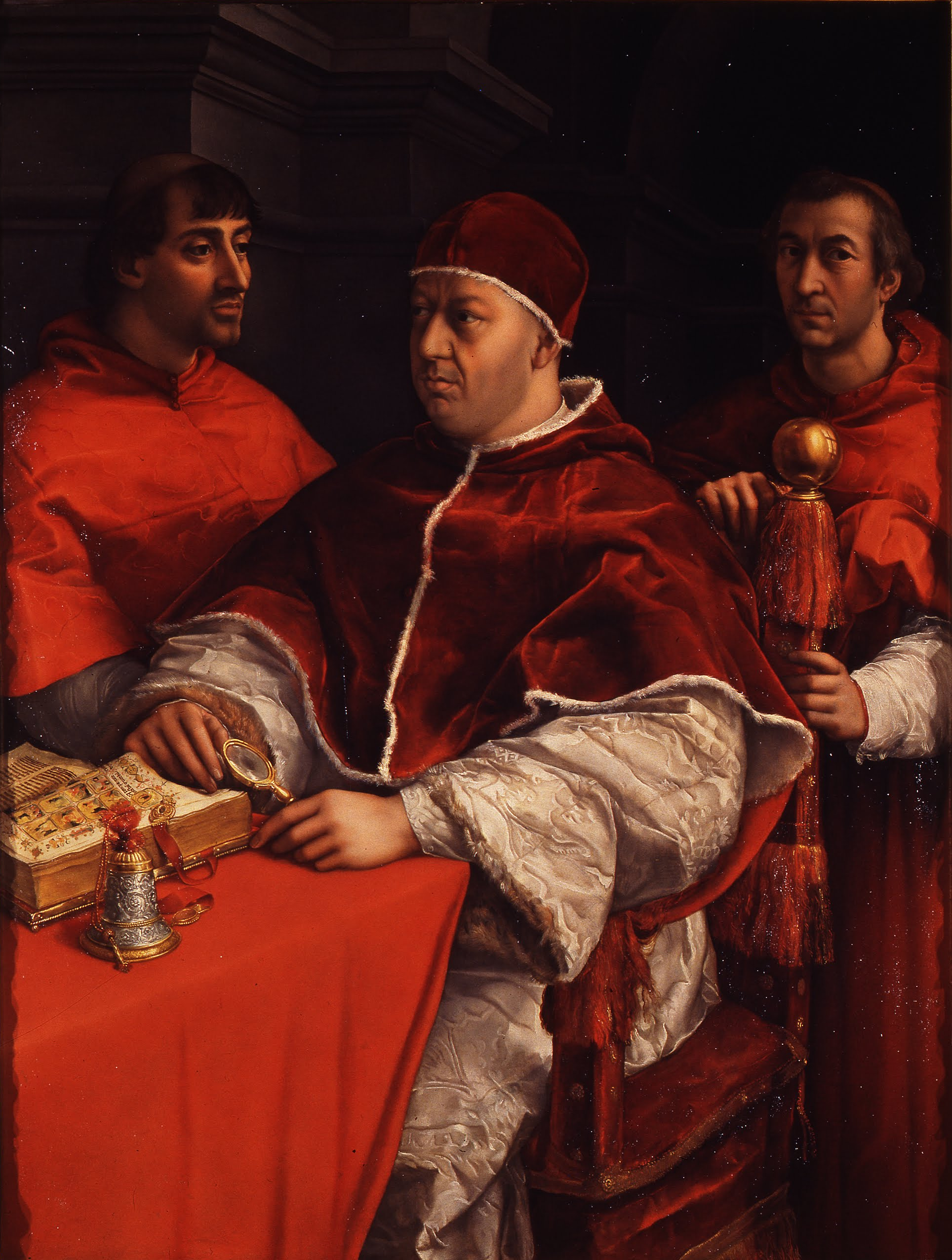
Papa Leon X (centru) a fost sponsorul inițial al lui Leon la Roma. Vărul său, Giulio de' Medici (stânga) a devenit mai târziu Papa Clement al VII-lea și a continuat patronajul papal al lui Leon.

Leon Africanul a părăsit Roma după moartea Papei Leon X în 1521 și a petrecut următorii trei sau patru ani călătorind prin Italia, probabil de teama suspiciunilor venite dinspre noul papă, Adrian VI. În timp ce locuia la Bologna, a scris un vocabular medical arab-ebraic-latin, din care s-a păstrat doar partea arabă, și o gramatică a limbii arabe, din care s-a păstrat doar un fragment de opt pagini. S-a întors la Roma în 1526, sub protecția noului papă Clement VII, vărul lui Leon X. Potrivit lui Leon Africanul, în același an și-a terminat lucrarea despre geografia Africii, care a fost publicată în italiană sub numele Della descrittione dell’Africa et delle cose notabili che iui sono, per Giovan Lioni Africano în 1550 de către editorul venețian Giovanni Battista Ramusio. Cartea s-a bucurat de un succes deosebit și a fost retipărită de cinci ori. De asemenea, a fost tradusă în alte limbi - versiuni în franceză și latină au fost publicate în 1556, iar o versiune englezească a fost publicată în 1600. Varianta în latină, care conținea numeroase erori de traducere și nu numai, a fost baza traducerii în limba engleză.
Despre ultima parte a vieții sale există mai multe teorii incerte. Potrivit uneia, a trăit la Roma până la moartea sa în jurul anului 1550, anul în care a fost publicată Descrierea Africii. Această teorie se bazează pe o aluzie indirectă dintr-o prefață mai târzie a cărții. Altă teorie susține că a plecat de la Roma cu puțin timp înainte de jaful orașului de către trupele lui Carol Quintul, în 1527. S-ar fi întors în Nordul Africii și ar fi trăit la Tunis până la moartea sa, după 1550. Această teorie se bazează pe scrierile orientalistului german Johann Albrecht Widmannstetter, care a sosit în Italia vrând, dar nereușind, să-l călătorească la Tunis pentru a-l cunoaște pe Leon, care s-ar fi convertit înapoi la islam. Este posibil și ca Leon să fi părăsit Tunisul, după ce acesta a fost capturat de Carol Quintul în 1535, și să fi revenit în Maroc, unde încă avea rude, fiind a doua patrie a sa după Granada. Această variantă pornește de la presupunerea că Leon, după ce a plecat din Granada, nu ar mai fi vrut să trăiască sub stăpânire spaniolă, și de la dorința sa, consemnată în „Descrierea Africii” de a se întoarce în țara sa „cu ajutorul lui Dumnezeu”.

### Istoricitatea călătoriei în Africa
Este puțin probabil ca Leon să fi vizitat toate locurile pe care le descrie, astfel că o parte din informațiile pe care le transmite ar fi provenit de la alți călători. În special este dubitabil că ar fi vizitat ținuturile Hausa și Bornu; se poate chiar să nu fi traversat Sahara niciodată, bazându-se în schimb pe informații de la călătorii pe care i-a întâlnit în Maroc. Istoricul Pekka Masonen a susținut că erorile cercetătorilor moderni, care au interpretat cartea lui Leon drept un itinerariu, au perpetuat ideea că acesta a vizitat toate locurile descrise.
Leon a vizitat Timbuctu în perioada în care era un oraș islamic înfloritor și un centru de învățare faimos, găzduind numeroși scriitori și învățați și având, de asemenea, o mare moschee, cu o bibliotecă de renume. Numele orașului urma să ajungă proverbial în Europa, ca metaforă pentru un oraș inaccesibil. Prosperitatea sa venea din comerțul cu produse africane, aur, bumbac și sclavi, precum și cărți islamice.

## Numele
Unul din manuscrisele lui Leon care s-au păstrat, un fragment din dicționarul medical arab-ebraic-latin pe care l-a scris pentru medicul evreu Jacob Mantino, conține un autograf arab al autorului - Yuhanna al-Asad al-Gharnati („Ioan Leul diin Granada”), o traducere a numelui său de botez, Ioan-Leon, Johannes Leo (în latină) sau Giovanni Leone (în italiană). A primit și numele de familie Medici, cel al sponsorului său, Papa Leon X.  În același manuscris apare și numele său original, al-Hasan ibn Muhammad al-Wazzan al-Fasi, Muhammad al-Wazzan fiind numele tatălui său, iar al-Fasi desemnând orașul de proveniență.

## Lucrări

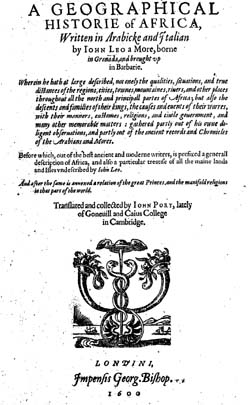
Pagina de titlu a ediției din 1600 în limba engleză a lucrării lui Leon Africanul despre Africa.

„Descrierea Africii”, publicată în 1550 de Giovanni Battista Ramusio, este cea mai cunoscută operă a lui Leon.
De asemenea, a scris un vocabular medical arab-ebraic-latin pentru medicul evreu Jacob Mantino. A scris și o traducere în arabă a Epistolelor Sf. Pavel, datată ianuarie 1521, al cărei manuscris se află actualmente la Biblioteca Estense din Modena. Altă lucrare care s-a păstrat este o enciclopedie a 25 de autori islamici majori și 5 autori evrei. A fost elaborată la Roma înainte ca Leon să plece în 1527 și a fost publicată pentru prima oara în latină de Johann Heinrich Hottinger in 1664. Spre deosebire de „Descrierea Africii”, această lucrare biografică nu a fost popularizată în Europa. Conține și informații eronate, probabil pentru că Leon nu a avut acces la sursele relevante pe când locuia în Italia și s-a bazat exclusiv pe memorie.
În „Descrierea Africii”, el și-a exprimat intenția de a scrie alte cărți - o descriere a locurilor importante din Orientul Mijlociu și alta a locurilor importante din Europa. Intenționa să scrie și o prezentare a credinței islamice și o istorie a Africii de Nord. Niciuna dintre aceste cărți nu s-a păstrat, însă, și nici măcar nu există vreo dovadă că le-a finalizat. Este posibil ca munca sa să fi fost întreruptă de întoarcerea în Africa de Nord.